# Staatskalender
Ein Staatskalender (auch Almanach) ist ein Periodikum, das kalendarische und weitere Angaben über einen Staat enthält. Es ist von einem Staatshandbuch  zu unterscheiden, manchmal gibt es aber Mischformen.

## Inhalt
Ein Staatskalender enthielt in vergangenen Jahrhunderten einen Kalender für das laufende Jahr mit Feiertagen, Mondphasen, Heiligen und weiteren Angaben. Außerdem waren wichtige Ereignisse des Vorjahres kurz beschrieben.
Weiterhin enthielten Staatskalender die amtliche Darstellung des Hof- und Staatswesens mit allen höheren Staats- und Hofbeamten sowie die lebenden Familienglieder des regierenden Hauses. Dazu gab es manchmal auch sonstige statistische Notizen über Land, Volk und Administration. Einige enthielten auch Adressen von Behörden, dann wurden sie als Adresskalender bezeichnet.
In der Gegenwart bezeichnet Staatskalender in der Schweiz und im Fürstentum Liechtenstein ein Behördenverzeichnis mit einigen weiteren Angaben zum Land.

## Geschichte
Seit dem frühen Mittelalter gab es Annalen, die wichtige Ereignisse eines laufenden und des vergangenen Jahres festhielten.
In Paris gab es seit 1679 den Almanach royal. Im 18. Jahrhundert erschienen ähnliche Almanache nach und nach in allen europäischen Staaten, auch in den verschiedenen Gebieten des Heiligen Römischen Reichs Deutscher Nation.
Seit dem 19. Jahrhundert wurden vermehrt Staatshandbücher herausgegeben, die keine kalendarischen Angaben mehr enthielten. Daneben gab es auch einige Hofkalender, die nur Angaben zum herrschenden Hof enthielten.
Theodor Storm illustrierte in seinem Gedicht „Vom Staatskalender“ (1856) die soziale Bedeutung der Staatskalender im preußischen Obrigkeitsstaat:

„Und es will sich doch nicht schicken, / 
Daß man so mit jeder geht, /
 Seit Papa im Staatskalender /
In der dritten Klasse steht.“

1918 erschienen die letzten Staatskalender im Deutschen Reich. Danach waren die Bezeichnungen meist Staatshandbuch. In der Schweiz und im Fürstentum Liechtenstein wurde die historische Bezeichnung beibehalten.

### Früheste Staatskalender
Die ersten Staatskalender im Heiligen Römischen Reich Deutscher Nation waren:
- »Namensregister für die vereinigten Niederlande« (1700),
- »Preußisch-brandenburgischer Staatskalender« (seit 1704),
- »Regensburger Komitialkalender« (seit 1720),
- »Kursächsischer Staatskalender« (seit 1728),[4]
- »Mecklenburg-Schwerinsche Staatskalender« (seit 1776).

## Weitere Staatskalender im deutschsprachigen Raum

### Deutsches Reich
Weitere Staatskalender im Gebiet des späteren Deutschen Reiches (mit Pommern, Schlesien, Elsass usw.) waren in alphabetischer Reihenfolge.
- »Gothaischer Genealogischer Hofkalender nebst diplomatisch-statistischem Jahrbuch«
- Hannoverscher Staatskalender
- Hochfürstlich-Hessen-Darmstädtischer Staats- und Adreßkalender
- Hochfürstlich-Hessen-Casselischer Staats- und Adreß-Calender[5].
- Mecklenburgischer Staatskalender

Für die Herzogtümer Schleswig-Holstein und Lauenburg im Dänischen Gesamtstaat gab es bis 1864 eine deutsche Ausgabe des dänischen Staatskalenders:
- Königlich-dänischer Hof- und Staatskalender.

### Österreich
(In der österreichischen Monarchie gab es seit 1702 ein Hof- und Staatshandbuch mit Angaben zu den wichtigsten Behörden, aber ohne Kalender.) Mit Kalendern erschienen
- Kaiserl. Königl. Ober-Oesterreichischer Hof- und Landesstellen-Schematismus, 1774, Auszüge
- „Salzburger Staatskalender“, 18. Jahrhundert Informationen
- Österreichisch-Kaiserlicher Hofkalender, 1804–1918, nur Angaben zum Hof und kalendarische Einträge[6]

Diese erschienen zum letzten Mal 1918.
Seit 1922 gibt es den Österreichischen Amtskalender, der Angaben zu Bund, Länder, Gemeinden und zahlreichen anderen öffentlichen Körperschaften umfasst.

### Schweiz
In der Schweiz gibt es den Eidgenössischen Staatskalender seit 1849. Auch die Kantone geben jährlich einen Staatskalender heraus. Im Oktober 2023 wurde bekannt, dass die Onlinezugänge zum Staatskalender des Kantons Bern aus Datenschutzgründen durch den Berner Datenschutzbeauftragten für 110 Jahre gesperrt wurden.

### Fürstentum Liechtenstein
Im Fürstentum Liechtenstein erscheint ebenfalls ein Staatskalender.

## Weitere Länder

### England
In England erschien seit 1730 der »Royal calendar« und seit 1864 »The Statesman's Year-book«.

### Finnland
Im Großfürstentum Finnland gab es einen schwedigsprachigen Staatskalender, Finlands statskalender, seit 1811 und dasselbe auch in finnischer Sprache als Suomenmaan valtiokalenteri seit 1869. Trotz des Namens ist dies eine Mischform zwischen Staatshandbuch und -Kalender. Beide Ausgaben wurden separat bis 1982 publiziert, und heutzutage erscheint der finnische Staatskalender als zweisprachiges Buch, Finnisch–Schwedisch: Suomen valtiokalenteri – Finlands statskalender.

### Vatikan
Ein dem Staatskalender entsprechendes Werk bildet das Annuario Pontificio des Vatikans, ein Verzeichnis über die Behörden des Vatikans, aber auch über alle Würdenträger und Kongregationen der Weltkirche.